# Laemodonta siamensis
Laemodonta siamensis is een slakkensoort uit de familie van de Ellobiidae. De wetenschappelijke naam van de soort is voor het eerst geldig gepubliceerd in 1875 door Morelet.